# Подаяние

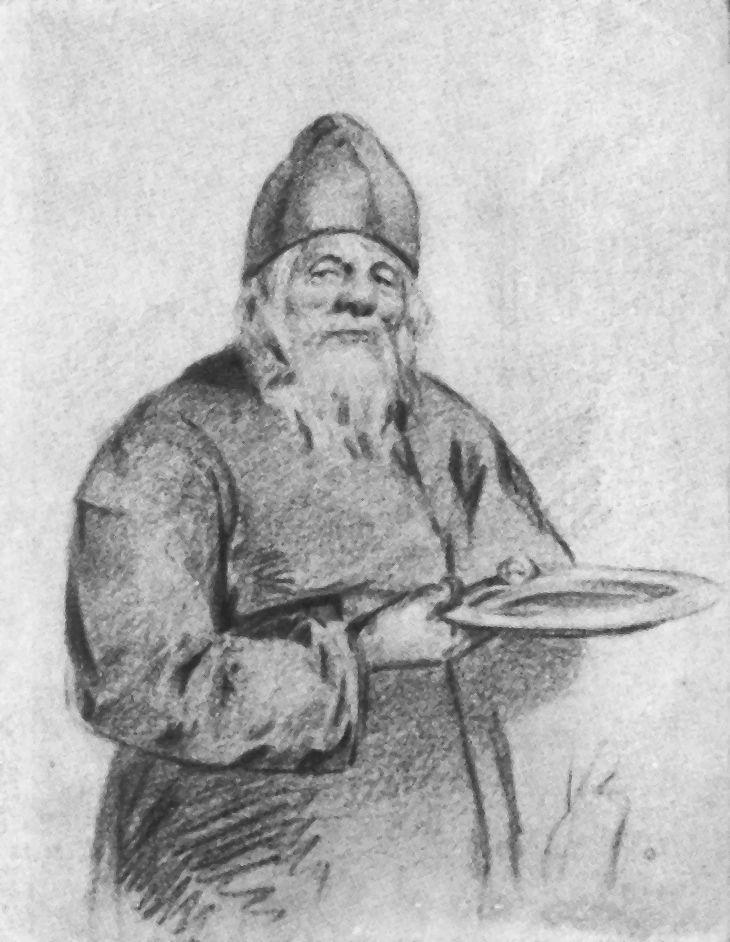
В. Васнецов, «Монах-сборщик денег»

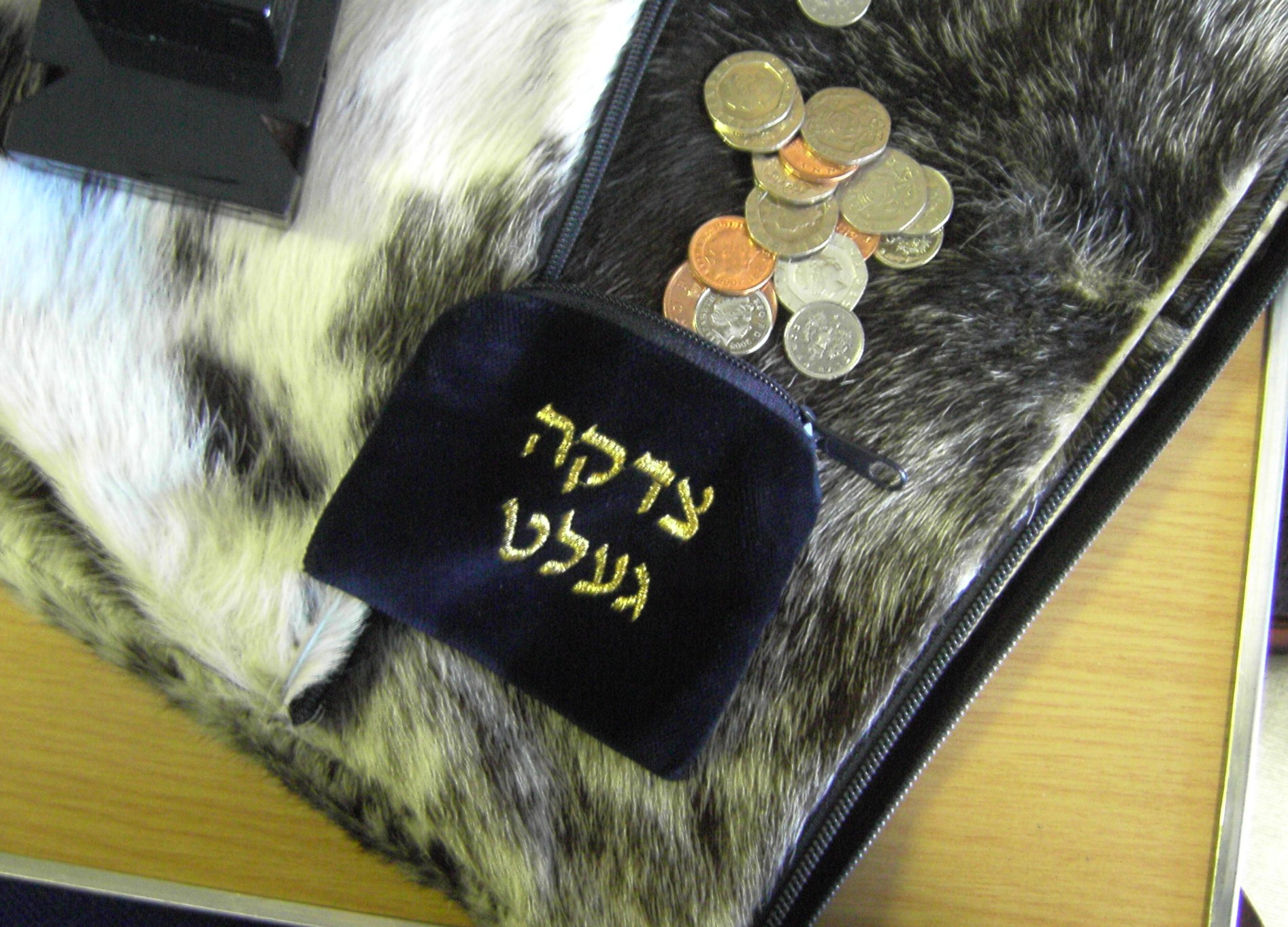
Мешочек для цдаки и платок (идиш: для монет / денег) на меховой обивке

Подая́ние, также ми́лостыня (греч. ἐλεημοσύνη — «милосердие»; перен. «милостыня») — тайная добровольная раздача (пожертвование) своих денег, пищи, одежды, различных бытовых предметов и других ценностей, иная помощь другим людям, как правило, нуждающимся (нищим или бедным), а также сами деньги, еда и иные предметы, жертвуемые этим людям.  

## Религия
Как правило, акт подаяния совершают по моральным и религиозным причинам

Всякому, просящему у тебя, давай, и от взявшего твое не требуй назад.
— Лк. 6:30

Блаженны милостивые, и́бо они помилованы будут.
— Мф. 5:7

Дающий нищему не обеднеет; а кто закрывает глаза свои от него, на том много проклятий.
— Прит. 28:27

и кто захочет судиться с тобою и взять у тебя рубашку, отдай ему и верхнюю одежду; и кто принудит тебя идти с ним одно по́прище, иди с ним два. Просящему у тебя дай, и от хотящего занять у тебя не отвращайся.
— Мф. 5:40−42

Смотрите, не творите милостыни вашей пред людьми с тем, чтобы они видели вас: иначе не будет вам награды от Отца вашего Небесного. Итак, когда творишь милостыню, не труби перед собою, как делают лицемеры в синагогах и на улицах, чтобы прославляли их люди. Истинно говорю вам: они уже получают награду свою. У тебя же, когда творишь милостыню, пусть левая рука твоя не знает, что делает правая, чтобы милостыня твоя была втайне; и Отец твой, видящий тайное, воздаст тебе явно.
— Мф. 6:1−4

блаже́ннее дава́ть, не́жели принима́ть.
— Деян. 20:35

Если вы раздаете милостыню открыто, то это прекрасно. Но если вы скрываете это и раздаете ее неимущим, то это еще лучше для вас. Он простит вам некоторые из ваших прегрешений. Аллах ведает о том, что вы совершаете.
Оригинальный текст (ар.)إِن تُبْدُوا الصَّدَقَاتِ فَنِعِمَّا هِيَ وَإِن تُخْفُوهَا وَتُؤْتُوهَا الْفُقَرَاءَ فَهُوَ خَيْرٌ لَّكُمْ وَيُكَفِّرُ عَنكُم مِّن سَيِّئَاتِكُمْ وَاللَّهُ بِمَا تَعْمَلُونَ خَبِيرٌ—  2:171 (Кулиев)
Христианин должен совершать щедрые подаяния бедным, чтобы чрезмерно не привязываться к временному своему накопленному материальному благополучию на земле, но всецело устремлять свой взор к Богу и подражать Ему — Источнику всех благодеяний для праведных и неправедных, добрых и злых (Мф. 5:45−48). Милостыня, наряду с молитвой и постом являются основными качествами христианина и должны быть совершены втайне и наедине с самим собой, причём о милостыне упомянуто прежде всего (Матф. 6:1−18).
Подобно и Конфуций заметил: «Если у вас есть возможность явить милосердие, не пропускайте вперёд даже учителя».
Русская пословица: «У нищего отнять — сумо́ю пахнет» (сегодня отнял у нищего, завтра сам таким же нищим станешь).